# Toshiya Tanaka (Fußballspieler, 1997)
Toshiya Tanaka (japanisch 田中 稔也 Tanaka Toshiya; * 2. Dezember 1997 in Numata) ist ein japanischer Fußballspieler.

## Karriere
Tanaka erlernte das Fußballspielen in der Jugendmannschaft von den Kashima Antlers. Seinen ersten Vertrag unterschrieb er 2016 bei den Kashima Antlers. Der Verein spielte in der höchsten Liga des Landes, der J1 League. Für den Verein absolvierte er vier Erstligaspiele. 2019 wechselte er zum Drittligisten Thespakusatsu Gunma. 2019 wurde er mit dem Verein Vizemeister der dritten Liga und stieg somit in die zweite Liga auf. Nach insgesamt 132 Ligaspielen wechselte er im Januar 2023 zum ebenfalls in der zweiten Liga spielenden Renofa Yamaguchi FC. Nach 35 Zweitligaspielen wechselte er im Januar 2025 zum Drittligisten Kagoshima United FC.

## Erfolge
Kashima Antlers
- AFC-Champions-League-Sieger: 2018
- Japanischer Meister: 2016
- Japanischer Vizemeister: 2017
- Japanischer Pokalsieger